# Демичелис, Мартин
Марти́н Гасто́н Демиче́лис (исп. Martín Gastón Demichelis; 20 декабря 1980, Хустиниано-Поссе, Аргентина) — аргентинский футболист, защитник, известный по выступлениям за клубы «Ривер Плейт», «Бавария», «Малага», «Манчестер Сити» и сборную Аргентины. Участник чемпионатов мира 2010 и 2014 годов.

## Карьера

### «Ривер Плейт»
Начал профессиональную футбольную карьеру в 1998 году в «Ривер Плейт», но ему не удавалось закрепить за собой место в стартовом составе вплоть до 2001 года. Он сыграл несколько хороших игр за «Ривер Плейт» и обратил этим на себя внимание селекционеров мюнхенской «Баварии».

### «Бавария»
Его первый сезон в «Баварии» прошёл не слишком хорошо, поскольку он получил несколько мелких травм подряд, но под руководством опытного тренера Феликса Магата он в итоге смог заиграть в основном составе. Мартин также сыграл жизненно важную роль в завоевании «Баварией» титулов чемпиона Германии в 2005 и 2006 годах. 11 сентября 2007 года, он забил свой первый гол за сборную, в товарищеском матче против сборной Австралии, в котором его команда выиграла 1:0.

### «Малага»
24 декабря 2010 года Мартин Демичелис перешёл в испанскую «Малагу». Он будет выступать за испанский клуб на правах аренды сроком на полгода с возможностью продления ещё на два года. Сам защитник сказал: «Изначально у меня были варианты перейти в „Севилью“, „Валенсию“, „Наполи“ и „Фиорентину“. Однако я сделал свой выбор в пользу „Малаги“ вследствие того, что команду возглавил Пеллегрини. Я знаю его ещё со времён совместной работы в аргентинском „Ривер Плейт“. Мы тогда стали чемпионами страны, и у нас с Пеллегрини очень хорошие взаимоотношения. Мы доверяем друг другу».
8 января 2011 года Демичелис дебютировал в составе «Малаги» в рамках 18-го тура чемпионата Испании 2010/11 против «Атлетика» из Бильбао. Матч закончился вничью 1:1, а Демичелис на 81-й минуте забил свой первый гол за испанский клуб.
22 августа 2012 года в матче квалификационного раунда плей-офф Лиги чемпионов УЕФА Демичелис забивает гол греческому «Панатинаикосу», а «Малага» побеждает 2:0. 15 декабря в поединке против «Севильи» Мартин забил победный гол.

### «Атлетико» и «Манчестер Сити»
11 июля 2013 года Демичелис перешёл в мадридский «Атлетико». У него закончился контракт с «Малагой» и он достался «Атлетико» бесплатно. Мартин подписал контракт на 1 год.
В августе того же года Демичелис перешёл в английский «Манчестер Сити» так и не сыграв за «Атлетико» ни одного матча. Сумма трансфера составила 5 млн фунтов. Контракт был подписан на два года. Мартин выбрал «26» номер. В «Манчестере» Демичелис вновь воссоединился с Мануэлем Пеллегрини, с которым он ранее сотрудничал в «Малаге» и «Ривер Плейте». 27 октября в матче против лондонского «Челси» он дебютировал в английской Премьер лиге. 22 марта 2014 года в поединке против «Фулхэма» Мартин забил свой первый гол за «Сити». В своём первом сезоне в Англии он выиграл Премьер-лигу и завоевал Кубок Футбольной лиги. В начале 2015 года Демичелис продлил контракт с «Манчестер Сити» до конца сезона 2015/16.

### «Эспаньол»
После завершения сезона 2015/16 «Манчестер Сити» не продлил контракт с защитником, и 10 августа он подписал контракт с «Эспаньолом» на один сезон. 22 октября в матче против «Эйбара» он дебютировал за новую команду. В начале 2017 года клуб расторг контракт с Мартином и он стал свободным агентом.

### Возвращение в «Малагу»
С 18 января 2017 года Демичелис подписал полугодовое соглашение со своим бывшим клубом «Малагой». 15 мая 2017 года объявил, что по окончании сезона завершит игровую карьеру.

## Международная карьера
12 ноября 2005 года в товарищеском матче против сборной Англии Демичелис дебютировал за сборную Аргентины. В том же году он был вызван в национальную команду для участия в Кубке конфедераций. На турнире Мартин был запасным и не сыграл ни минуты. 11 сентября 2007 года в матче против сборной Австралии Демичелис забил свой первый гол за сборную.
В 2010 году Мартин был включен в заявку национальной сборной на Чемпионат мира в ЮАР. На турнире он сыграл в матчах против сборных Нигерии, Южной Кореи, Мексики, Германии, а в поединке против сборной Греции забил гол.
В 2014 году Демичелис во второй раз принял участие в чемпионате мира в Бразилии. На турнире он сыграл в матчах против команд Бельгии, Нидерландов и Германии. По итогам соревнований Мартин стал серебряным призёром чемпионата.

### Голы за сборную Аргентины
| #   | Дата             | Место                                       | Противник | Счёт | Результат | Соревнование        |
| --- | ---------------- | ------------------------------------------- | --------- | ---- | --------- | ------------------- |
| 01. | 11 сентября 2007 | Мельбурн Крикет Граунд, Мельбурн, Австралия | Австралия | 0:1  | 0:1       | Товарищеский матч   |
| 02. | 22 июня 2010     | Питер Мокаба (стадион), Полокване, ЮАР      | Греция    | 1:0  | 2:0       | Чемпионат мира 2010 |

## Статистика
| Выступление      | Выступление      | Выступление      | Чемпионат | Чемпионат | Кубки | Кубки | Международные | Международные | Прочие | Прочие | Итого | Итого |
| Клуб             | Лига             | Сезон            | Игры      | Голы      | Игры  | Голы  | Игры          | Голы          | Игры   | Голы   | Игры  | Голы  |
| ---------------- | ---------------- | ---------------- | --------- | --------- | ----- | ----- | ------------- | ------------- | ------ | ------ | ----- | ----- |
| Ривер Плейт      | Примера          | 2001/02          | 17        | 0         | 0     | 0     | 7             | 1             | 0      | 0      | 24    | 1     |
| Ривер Плейт      | Примера          | 2002/03          | 35        | 1         | 0     | 0     | 11            | 1             | 0      | 0      | 46    | 2     |
| Ривер Плейт      | Итого            | Итого            | 52        | 1         | 0     | 0     | 18            | 2             | 0      | 0      | 70    | 3     |
| Бавария          | Бундеслига       | 2003/04          | 14        | 2         | 2     | 0     | 5             | 0             | 0      | 0      | 21    | 2     |
| Бавария          | Бундеслига       | 2004/05          | 23        | 0         | 7     | 0     | 5             | 0             | 0      | 0      | 35    | 0     |
| Бавария          | Бундеслига       | 2005/06          | 27        | 1         | 5     | 0     | 8             | 2             | 0      | 0      | 40    | 3     |
| Бавария          | Бундеслига       | 2006/07          | 26        | 3         | 3     | 0     | 6             | 0             | 0      | 0      | 35    | 3     |
| Бавария          | Бундеслига       | 2007/08          | 28        | 1         | 6     | 0     | 10            | 0             | 0      | 0      | 44    | 1     |
| Бавария          | Бундеслига       | 2008/09          | 29        | 4         | 3     | 0     | 8             | 0             | 0      | 0      | 40    | 4     |
| Бавария          | Бундеслига       | 2009/10          | 21        | 1         | 4     | 0     | 9             | 0             | 0      | 0      | 34    | 1     |
| Бавария          | Бундеслига       | 2010/11          | 6         | 1         | 2     | 0     | 2             | 0             | 0      | 0      | 10    | 1     |
| Бавария          | Итого            | Итого            | 174       | 13        | 32    | 0     | 53            | 2             | 0      | 0      | 259   | 15    |
| Малага           | Примера          | 2010/11          | 18        | 1         | 1     | 0     | 0             | 0             | 0      | 0      | 19    | 1     |
| Малага           | Примера          | 2011/12          | 35        | 3         | 4     | 1     | 0             | 0             | 0      | 0      | 39    | 4     |
| Малага           | Примера          | 2012/13          | 31        | 4         | 3     | 0     | 11            | 1             | 0      | 0      | 45    | 5     |
| Малага           | Итого            | Итого            | 84        | 8         | 8     | 1     | 11            | 1             | 0      | 0      | 103   | 10    |
| Манчестер Сити   | Премьер-лига     | 2013/14          | 27        | 2         | 4     | 0     | 4             | 0             | 0      | 0      | 35    | 2     |
| Манчестер Сити   | Премьер-лига     | 2014/15          | 31        | 1         | 2     | 0     | 7             | 0             | 0      | 0      | 40    | 1     |
| Манчестер Сити   | Премьер-лига     | 2015/16          | 20        | 0         | 7     | 0     | 4             | 1             | 0      | 0      | 31    | 1     |
| Манчестер Сити   | Итого            | Итого            | 78        | 3         | 13    | 0     | 15            | 1             | 0      | 0      | 106   | 4     |
| Эспаньол         | Примера          | 2016/17          | 2         | 0         | 0     | 0     | 0             | 0             | 0      | 0      | 2     | 0     |
| Эспаньол         | Итого            | Итого            | 2         | 0         | 0     | 0     | 0             | 0             | 0      | 0      | 2     | 0     |
| Малага           | Примера          | 2016/17          | 10        | 0         | 0     | 0     | 0             | 0             | 0      | 0      | 10    | 0     |
| Малага           | Итого            | Итого            | 10        | 0         | 0     | 0     | 0             | 0             | 0      | 0      | 10    | 0     |
| Всего за карьеру | Всего за карьеру | Всего за карьеру | 400       | 25        | 53    | 1     | 97            | 6             | 0      | 0      | 550   | 32    |

## Достижения

### Командные
Ривер Плейт
- Чемпион Аргентины: 1999, 2000, 2002, 2003

Бавария
- Чемпион Германии: 2004/2005, 2005/2006, 2007/2008, 2009/2010
- Обладатель Кубка немецкой лиги: 2003/2004, 2006/2007
- Обладатель Кубка Германии: 2004/2005, 2005/2006, 2007/2008, 2009/2010
- Обладатель Суперкубка Германии: 2010

Манчестер Сити
- Чемпион Англии: 2013/14
- Обладатель Кубка Футбольной лиги: 2013/14, 2015/16

Сборная Аргентины
- Финалист Кубка конфедераций: 2005
- Серебряный призёр чемпионата мира: 2014
- Серебряный призёр Кубка Америки: 2015

### Личные
- Член символической сборной Бундеслиги по версии Kicker: 2007/08[27]